# Bousigonia tonkinensis
Bousigonia tonkinensis là một loài thực vật có hoa trong họ La bố ma. Loài này được Eberh. mô tả khoa học đầu tiên năm 1907.